# Microsoft Points
Microsoft Points was een betalingseenheid van de Xbox Live Marketplace en Xbox Live Arcade, beide onderdelen van de service Xbox Live.
Het werd gebruikt om via de Xbox Live Marketplace spullen aan te kopen zoals Arcade Games, thema's, Gamertag afbeeldingen, speluitbreidingen en bijhorend materiaal (bijvoorbeeld voertuigen, liedjes, maps) enz.
Deze punten konden verkregen worden door prepaidkaarten aan te kopen waarin een code zat die je toegang gaf om een bepaald aantal punten (800, 1600, 2100, 4200) toe te voegen aan je Microsoft Points saldo op jouw Xbox 360 Account. Dit was als vervanging voor het gebruik van een Creditcard. Omgerekend stond 800 Microsoft Points gelijk aan ongeveer €10,- in echt geld. Bij het kopen van meer dan 800 Microsoft Points op een prepaidkaart, kreeg men een extra bonus. Zo stond €25,- gelijk aan 2000 Microsoft Points, maar kreeg de consument er 2100 en stond €50,- gelijk aan 4000 Microsoft Points, maar de consument kreeg er 4200 voor deze prijs.
Microsoft Points werden stopgezet in augustus 2013. Transacties vinden nu plaats in lokale valuta (euro, dollar enzovoorts). Bestaande punten zijn door Microsoft omgerekend naar de lokale valuta en dat bedrag blijft geldig tot 1 juni 2015. Bestaande prepaidkaarten met punten die nog niet zijn ingewisseld, blijven nog inwisselbaar tot de datum die op de kaart staat vermeld. Bij het invoeren van de code zal het puntenaantal direct naar de lokale valuta worden omgerekend en dit bedrag is vanaf dat moment nog één jaar geldig.

## Zune Marketplace
Microsoft Points konden ook hier gebruikt worden om spullen aan te schaffen (bijvoorbeeld muziek en films). Zune Marketplace is vervangen door Xbox Music en Xbox Video en het is sinds 22 augustus 2013 niet meer mogelijk om met Microsoft Points aankopen te doen.